# Нейтральная полоса (фильм, 1931)
«Ничейная земля» (нем. Niemandsland) — художественный фильм режиссёра Виктора Триваса, созданный в 1931 году

## О фильме
«Ничейная земля» — вторая самостоятельная режиссёрская работа Виктора Триваса. Сценарий основан на посвящённом Первой мировой войне рассказе Леонгарда Франка из сборника «Человек добр» (Der Mensch ist gut).
Незадолго до начала работы над фильмом, в январе 1930 года, Тривас вместе с режиссёров Фёдором Оцепом и сценаристом Натаном Зархи выступил в печати против натурализма в кинематографе — против «простой голой, механической передачи действительности». Создавая антивоенный фильм, Тривас, в отличие от Льюиса Майлстоуна («На западном фронте без перемен»), свою задачу видел не в том, чтобы передать ужасы войны, а в том, чтобы показать её «жестокую абсурдность». Он снял фильм символический, для которого детали военного, как и довоенного, быта несущественны; в кадре вновь и вновь появляется проволочное заграждение — кого и от чего оно ограждает, неясно, но это не более, чем символ насильственного разъединения. По ходу фильма выясняется, что у каждого из пяти его героев есть и имя, и фамилия, но в титрах Тривас предпочёл обозначить их по национальной принадлежности: Немец, Француз, Англичанин, четвёртый назван Евреем из России, пятый — темнокожий танцор, за какую из воюющих стран он сражается, неизвестно.
Поскольку герои фильма, кроме танцора, говорят исключительно на своём родном языке, состав исполнителей также оказался интернациональным; на роль Еврея из России Тривас пригласил бывшего актёра Художественного, а затем и Камерного театра Владимира Соколова, в 1923 году, во время гастролей, оставшегося в Германии. Ханс Эйслер, писавший музыку к фильму, включил в неё «Тревожный марш» на стихи Эриха Вайнерта, позже ставший одной из самых известных песен в репертуаре Эрнста Буша. Поскольку стихи были не просто антивоенными — в рефрене говорилось о всемирной социалистической республике, которая расцветёт на пепле последней войны, — цензура песню не пропустила, от неё осталась лишь мелодия.
В Германии «Нейтральная полоса» вышла на экраны в декабре 1931 года; фильм принёс Виктору Тривасу широкую известность, — после парижской премьеры в январе 1933 года Жюльен Ж. Лондон писал: «Вчера ещё он был неизвестен, сегодня он — создатель „Нейтральной полосы“, одного из самых замечательных фильмов последних лет». После прихода нацистов к власти в Германии фильм был запрещён и его копии уничтожены. В 1969 году удалось восстановить укороченную, 66-минутную версию фильма, — полная длилась 93 минуты.

## Сюжет
Пока ещё мир. У Англичанина рождается сын; Француз в автобусе знакомится с девушкой, гуляет с ней по Парижу, в тире учит её стрелять. Где-то в России играется образцовая еврейская свадьба, чудаковатый жених любовно гладит подаренную ему швейную машинку: он портной. В кабаре темнокожий танцор лихо отбивает чечётку. Немец-столяр в поте лица строгает доски в своей небольшой мастерской; но отрывается от работы, чтобы поиграть с сыном, для которого он между делом смастерил маленькую пушку. Дуло игрушечной пушки разрастается на экране — мир переходит в войну. На разных языках звучат официальные, от имени императоров и президентов, сообщения о вступлении в войну. Еврей тяжело прощается с молодой женой; Немец — понуро, ссутулившись — покидает с чемоданом в руке свой дом; но бравурная военная музыка поднимает ему настроение: плечи его постепенно распрямляются, на лице появляется едва заметная улыбка… И вот уже все ликуют, и в воздух взлетают шляпы, котелки, цилиндры.
Фронт. В огромную воронку скатываются с разных сторон Немец и Француз. Из воронки открывается вход в подвал полуразрушенного здания, и Немец видит в нём человека, придавленного обвалившейся балкой. Он подзывает Француза, и вместе они освобождают человека, пытаются выяснить, кто он — на нём нет гимнастёрки, но человек тяжело контужен, ничего не слышит и не может говорить. Это Еврей из России. Немец отпаивает его шнапсом из своей фляги, благородный француз, в порядке компенсации, предлагает Немцу свою флягу, назвав его при этом «товарищем». Немец делится с французом последней сигаретой и тоже называет его «товарищем»; они мирно курят, словно и нет никакой войны. Но отдалённые разрывы снарядов напоминают им о том, что война продолжается: докурив, они надевают каски, берут винтовки — и тотчас между ними возникает настороженность. Недоверчиво оглядываясь друг на друга, они пытаются выбраться из воронки, каждый на свою сторону, но новый взрыв отбрасывает их обратно на дно.
Немец и Француз в подвале пережидают артобстрел, появляются ещё двое: темнокожий танцор выносит из боя раненого Англичанина. Ему оказывают помощь; обитатели подвала приводят в порядок своё временное пристанище, чинят железную печку. Портной из России, устав наблюдать за тем, как неловко Немец пытается вдеть нитку в иголку, сам зашивает ему разоравнные брюки. Он показывает друзьям по несчастью свою свадебную фотографию, — такие же дорогие фотографии есть и у других. Англичанин затягивает грустную песню о разлуке с любимой, её мелодия знакома и Немцу, и Французу, они подхватывают, каждый на своём языке. Африканец, единственный в подвале, кто говорит на нескольких языках, пытается понять, кому и зачем нужна война, — Немец и Француз на повышенных тонах начинают выяснять, кто кого обидел. При этом слов они не понимают, главный аргумент у каждого — гневная интонация и недоброе выражение лица; хохот Танцора возвращает их к реальности.
Они варят себе суп, Француз угощает Немца сигаретой, рассказывает о своей довоенной жизни, — из потока незнакомых слов Немец выхватывает одно знакомое: «Фабри́к — это мне понятно…» Но дым из трубы замечают наверху, полуразрушенный дом начинают обстреливать с обеих сторон. Переждав очередной артобстрел, обитатели сильно пострадавшего подвала возвращаются к мирной жизни: вновь готовят себе еду. И опять дым из трубы выдаёт их — начинается газовая атака. К счастью, у всех находятся противогазы. Но оставаться в подвале становится опасно: «С этим пора кончать», — говорит Немец. Вслед за ним солдаты выходят на поверхность и прикладами винтовок, под мелодию «Тревожного марша», ломают проволочное заграждение — символ насильственного разъединения.

## В ролях
- Эрнст Буш — Немец (Эрнст Колер)
- Жорж Пекле — Француз (Шарль Дюран)
- Хью Дуглас — Англичанин (Чарлз Браун)
- Владимир Соколов — Еврей из России (Левин)
- Льюис Дуглас — Африканец (Джо Смайл)
- Рене Стобрава — фрау Колер
- Элизабет Леннартц — жена Левина
- Зое Франк — миссис Браун
- Роза Май — подруга Француза

## Съёмочная группа
- Авторы сценария — Леонгард Франк, Виктор Тривас и Георгий Жданов
- Режиссёры — Виктор Тривас и Георгий Жданов
- Операторы — Георг Стилианудис и Александер фон Лагорио
- Композитор — Ханс Эйслер